# فرد اسکات
فرد اسکات (انگلیسی: Fred Scott؛ ‏ ۱۴ فوریهٔ ۱۹۰۲ – ۱۶ دسامبر ۱۹۹۱) بازیگر اهل ایالات متحده آمریکا بود.
از فیلم‌هایی که وی در آن‌ها نقش داشته‌است، می‌توان به بلندپرواز باش اشاره نمود.